# Módulo de mando Columbia
El módulo de mando Columbia (CM-107) es la nave espacial que sirvió como módulo de mando y cápsula de reentrada durante la misión Apolo 11 de 1969, la primera que llevó seres humanos a la Luna. Es la única nave espacial de las utilizadas en la misión Apolo 11 de 1969, que regresó a la Tierra.

## Nombre
La denominación de las naves, era privilegio del comandante, Michael Collins, y el nombre Columbia fue sugerido por primera vez a este por Julian Scheer, administrador asistente de asuntos públicos de la NASA durante el programa Apolo, que mencionó el nombre, de pasada, en una conversación telefónica, diciendo «algunos de nosotros aquí hemos estado dando vueltas por Columbia». Collins inicialmente pensó que era «un poco pomposo», pero finalmente permaneció porque no encontraba una alternativa mejor y sus compañeros de tripulación Buzz Aldrin y Neil Armstrong no pusieron objeciones. Collins también fue influenciado para aceptar el nombre debido a su similitud con Columbiad, el nombre del arma espacial en la novela de ciencia ficción de Julio Verne de 1865 De la Tierra a la Luna.

## Después de la misión

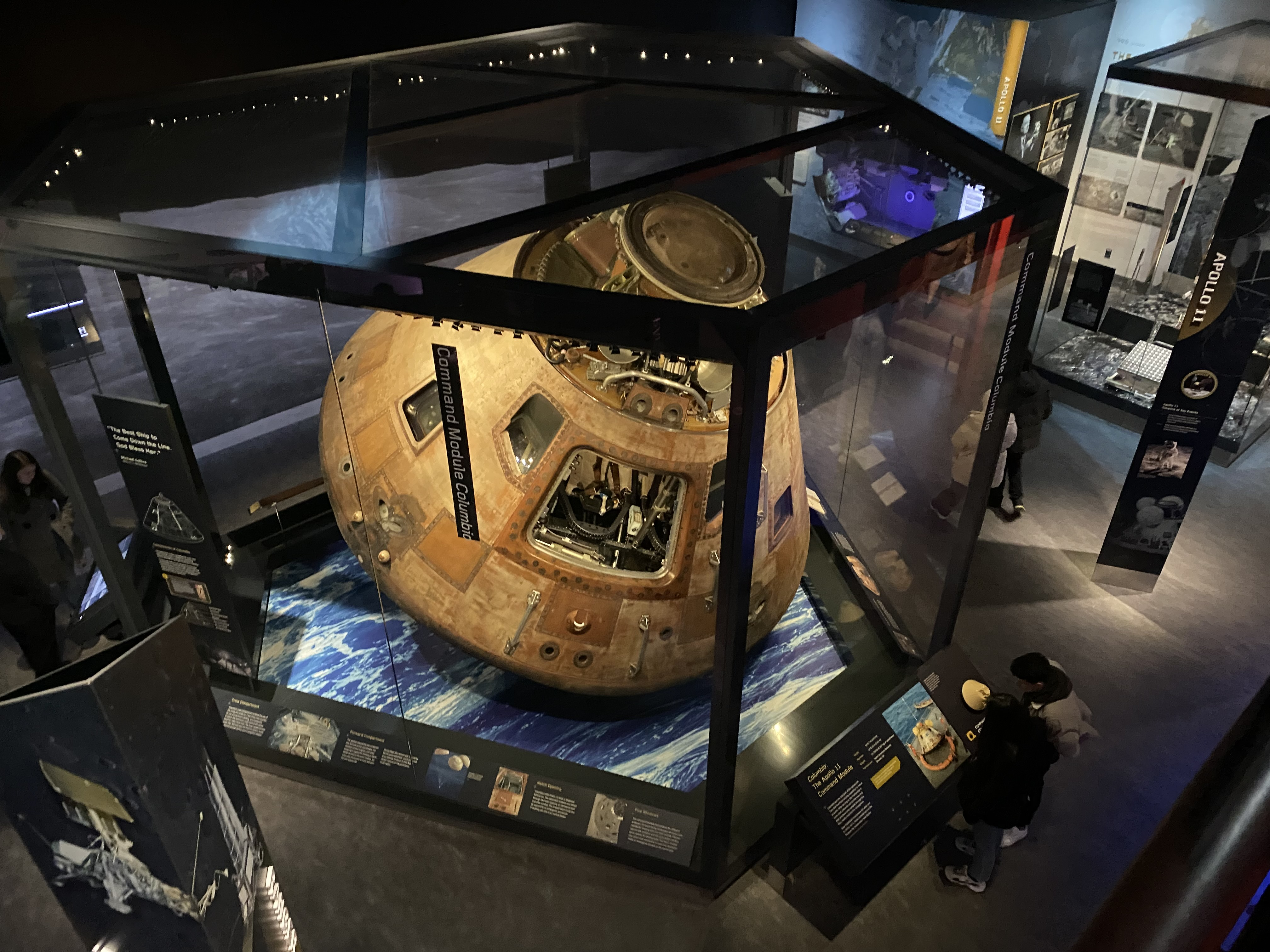
Módulo de mando del Columbia después de su regreso a la tierra. Actualmente se expone en el Museo Nacional del Aire y del Espacio.

Tras la misión y una gira por varias ciudades estadounidenses, en 1971 fue entregado al Instituto Smithsonian, designado «hito de vuelo» y exhibido de manera destacada en el Museo Nacional del Aire y el Espacio en Washington D. C., junto al Wright Flyer de 1903.
En julio de 2016, la Oficina para el Programa de Digitalización del Smithsonian produjo y publicó un escaneo del Columbia en imagen 3D. Durante el proceso se encontraron varios lugares en las paredes de la cápsula donde los astronautas habían escrito, entre otras cosas, un calendario y una advertencia sobre residuos malolientes en una de las taquillas.
Para conmemorar el 50 aniversario del aterrizaje del Apolo 11, la nave espacial viajó por todo el país en una gira por museos de Houston, San Luis, Pittsburgh, Seattle y Cincinnati.
En 2022, el módulo Columbia dejó de exhibirse como parte de la remodelación del Museo Nacional del Aire y el Espacio, aunque cuando reabrió de nuevo en el otoño de 2022, se convirtió en una pieza central de su recién creada exposición Destination Moon.

## Otras lecturas
- Brooks, Courtney G.; Grimwood, James M.; Swenson, Loyd S. (1979). Chariots for Apollo: The NASA History of Manned Lunar Spacecraft to 1979 (PDF). NASA